# الطلوح (قلعة السراغنة)
الطلوح  (بالإنجليزية: TLAUH)‏ هي جماعة قروية تابعة لإقليم قلعة السراغنة ضمن جهة مراكش تانسيفت الحوز بالمغرب. بلغ مجموع عدد سكان  الطلوح  حسب إحصاءات 2004 حوالي 9907 نسمة يعيشون في 1529 أسرة.

## إحصاء عام
| السنة | عدد السكان | عدد الأسر | عدد الأجانب |
| ----- | ---------- | --------- | ----------- |
| 1994  | 9572       | 1293      | °°°°        |
| 2004  | 9907       | 1529      | 0           |